# Мемориал Чан Кайши
Национальный мемориальный зал Чан Кайши (кит. трад. 國立中正紀念堂, упр. 国立中正纪念堂, пиньинь Guólì Zhōngzhèng Jìniàntáng, палл. Голи Чжунчжэн Цзиняньтан) — здание на площади Свободы в центре Тайбэя, возведённое в память первого президента Китайской Республики — Чан Кайши. Площадь перед залом — традиционное для Тайваня место проведения массовых торжеств.
Мемориальный зал расположен в восточной части комплекса площадью около 250 тыс. м² и окружён парком. В западной части находятся ворота, у которых начинается широкая дорога, ведущая к национальному мемориалу. На территории комплекса также находятся Национальный театр и Национальный концертный зал.
Мемориальный зал возведён на основании, состоящем из трёх квадратных ступеней-ярусов. Четырёхугольное белое здание имеет высоту 70 м. Восьмиугольная конструкция крыши, покрытой синей черепицей, увенчана золотым наконечником. К главному входу ведёт лестница с двумя рядами, имеющими по 89 ступеней; это число соответствует возрасту Чан Кайши на момент его смерти. В главном зале находится бронзовая статуя. В самой нижней части здания имеются библиотека и музей, посвящённый жизни Чан Кайши, а также экспонаты, связанные с историей и развитием Тайваня. У входа в мемориальный зал каждый час проводится смена почётного караула.

## История
В июне 1975 года, через два месяца после смерти Чан Кайши (похороненного в мавзолее Цыху), было решено возвести Национальный мемориальный зал Чан Кайши. По итогам проведённого конкурса был выбран проект архитектора Ян Чочэна, содержащий множество традиционных элементов, характерных для китайской архитектуры. Строительные работы начались 31 октября 1975 года — в день рождения Чан Кайши. Официальное открытие состоялось по случаю пятой годовщины со дня смерти бывшего президента — 5 апреля 1980 года.
Президент Чэнь Шуйбянь 19 мая 2007 года объявил о смене названия здания на «Национальный мемориальный зал демократии на Тайване» (кит. трад. 國立台灣民主紀念館, упр. 国立台湾民主纪念馆, пиньинь Guólì Táiwān mínzhǔ jìniànguǎn, палл. Голи Тайвань миньчжу цзиняньгуань) и, несмотря на массовые протесты, приказал убрать надписи с входных ворот. 22 марта 2008 года президентом был избран Ма Инцзю, кандидат от имени Гоминьдан, который обязался восстановить старое название, прежний интерьер зала и стёртые со здания надписи. Официально название Национального мемориального зала Чан Кайши было восстановлено 21 августа 2008 года.